# Wollemia nobilis
Волемія благородна (Wollemia nobilis W.G.Jones, K.D.Hill & J.M.Allen) — деревна рослина родини Араукарієвих (Araucariaceae Henkel & W. Hochstetter). У природі була виявлена у 1994 році в Австралії, на території Національного парку «Воллемі».
Волемія благородна — одна з найдревніших рослин на Землі, вона була поширена в юрському періоді і вважалась вимерлою. Співробітник парку Девід Нобл випадково знайшов кілька десятків особин цього виду. На його честь рослина і була названа (слово nobilis також значить «благородний»).

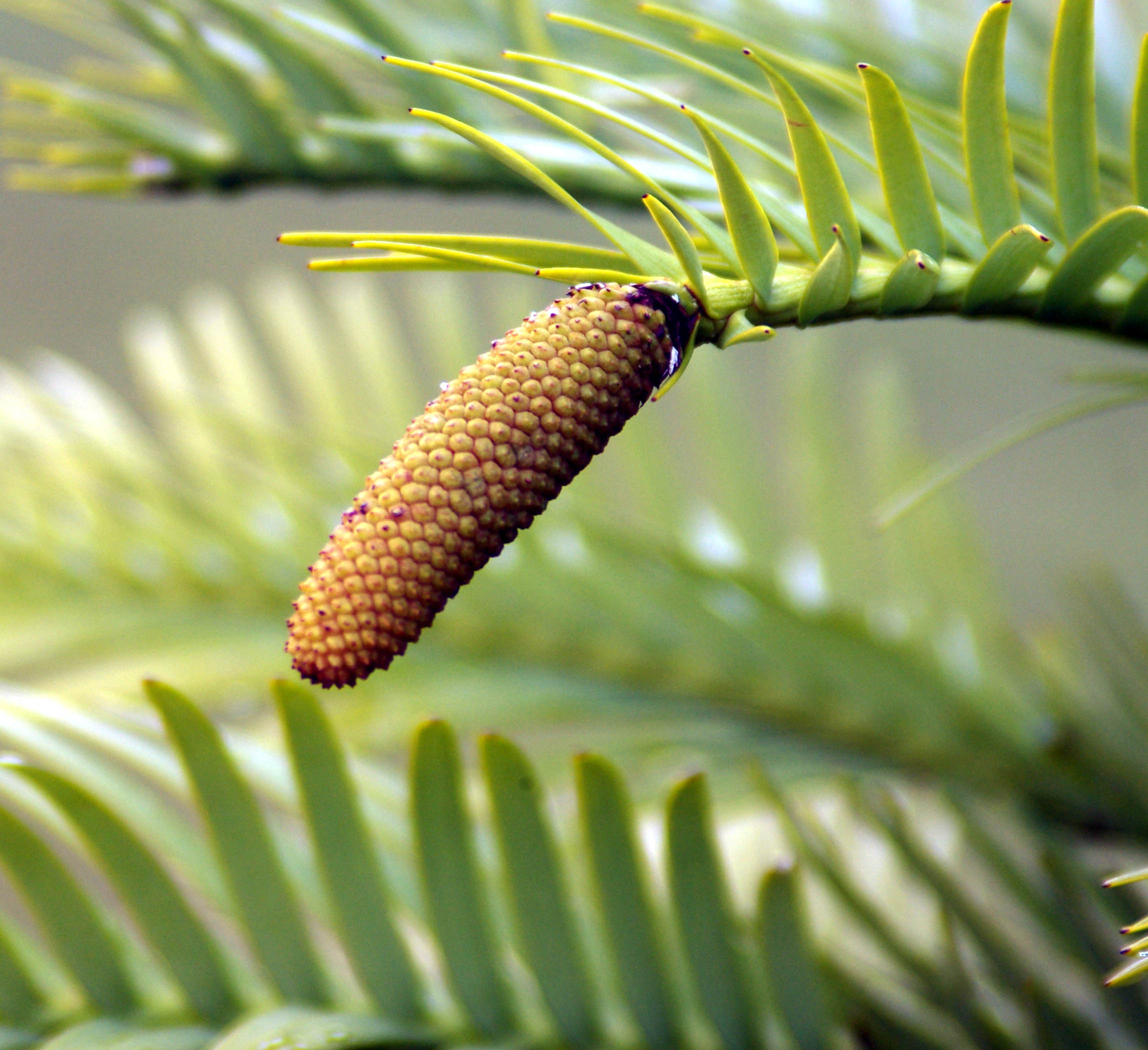
Стробіл на кінці пагона волемії

У 2006 році австралійський урядовий фонд охорони дикої природи англ. Wollemi Pine International передав у дарунок Національному ботанічному саду ім. М. М. Гришка НАН України (м. Київ) екземпляр волемії благородної.